# Нова Деревня (Чудовський район)
Нова Деревня (рос. Новая Деревня) — присілок в Чудовському районі Новгородської області Російської Федерації.
Населення становить 0 осіб. Входить до складу муніципального утворення Грузинське сільське поселення.

## Історія
Від 2004 року входить до складу муніципального утворення Грузинське сільське поселення.

## Населення
| 2010 |
| ---- |
| 0    |